# Lagotriche à queue jaune
Oreonax flavicauda, Lagothrix flavicauda
Genre
Espèce
Statut de conservation UICN

 CR A4c : 
En danger critique
Statut CITES
Le Singe laineux à queue jaune ou lagotriche à queue jaune (Oreonax flavicauda) est la seule espèce du genre Oreonax, famille des Atelidae. C'est un singe endémique du Pérou. En danger critique, il n'en reste qu'une centaine d'individus.
Certaines bases taxinomiques comme ITIS incluent cette espèce dans le genre Lagothrix É. Geoffroy, 1812. Rosenberger & Matthews (2008) recommandent d'intégrer flavicauda dans le genre Lagothrix et non pas comme espèce monotypique du genre Oreonax.